# La Miana
La Miana és un poble del municipi de Sant Ferriol (Garrotxa), al vessant sud de Sant Julià del Mont, damunt la vall de la riera de Junyell.
La parròquia fou traslladada al segle xv des de Sant Julià del Mont a l'actual església de Sant Miquel de la Miana. En el terme s'hi troben les restes de l'antic castell de la Miana.